# باب بودير
باب بودير قرية مغربية أمازيغية شمال المملكة، تنتمي إلى إقليم تازة الساحلي، شرقي مدينة فاس، تضم بلدة باب بودير 6.100 نسمة (إحصاء 2004).

## دواوير الجماعة
- القلعة
- شيكر
- باب بودير